# Kościół Świętych Apostołów Piotra i Pawła w Łohiszynie
Kościół Świętych Apostołów Piotra i Pawła w Łohiszynie (białorus. Касцёл Святых Апосталаў Пятра і Паўла ў Лагішыне) – rzymskokatolicka świątynia w Łohiszynie na Białorusi. Kościół jest sanktuarium Matki Bożej Łohiszyńskiej Królowej Polesia.

## Historia
Pierwszy kościół katolicki w Łohiszynie powstał w 1634 roku z fundacji Albrychta Stanisława Radziwiłła, który był wówczas właścicielem miasteczka. Po powstaniu styczniowym kościół został odebrany katolikom przez władze carskie i przekazany prawosławnym. W 1893 r. budynek rozebrano i przeniesiono na cmentarz, gdzie cztery lata później spłonął. Katolicy w Łohiszynie nie mieli własnego kościoła aż do początku XX wieku. Po ogłoszeniu Manifestu o tolerancji religijnej z 1905 r. katolicy otrzymali możliwość budowy nowego kościoła. Budowę prowadzono od 1907 do 1909 roku. Ponieważ nie było możliwości zakupu materiałów niezbędnych do budowy, cegły wypalano w specjalnie zrobionym piecu. W dniu 14 lipca 1913 roku neogotycką ceglaną świątynię konsekrował pod wezwaniem Świętych Apostołów Piotra i Pawła ks. arcybiskup mohylewski Wincenty Kluczyński. Kościół był otwarty w okresie władzy sowieckiej.

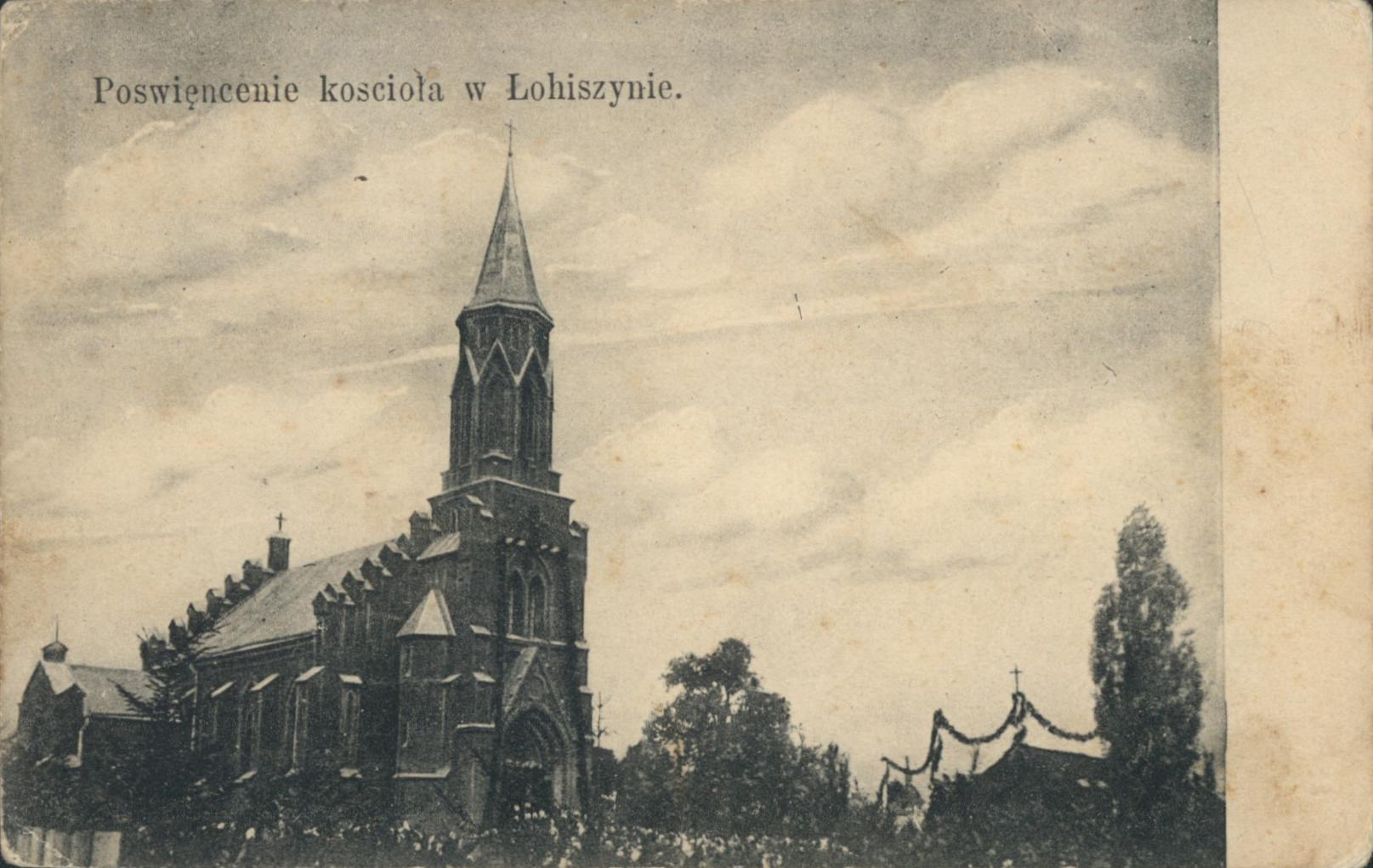
Poświęcenie kościoła w Łohiszynie

## Architektura
Świątynia składa się z nawy na planie prostokąta, pięciobocznego prezbiterium, dwóch zakrystii oraz bocznej przybudówki. Z przodu wznosi się wysoka, czterokondygnacyjna wieża nakryta spiczastym dachem. Ściany kościoła wzmacniają masywne szkarpy. Elewacje zdobią ostrołukowe portale, okna i nisze, zębate szczyty i fryz. 

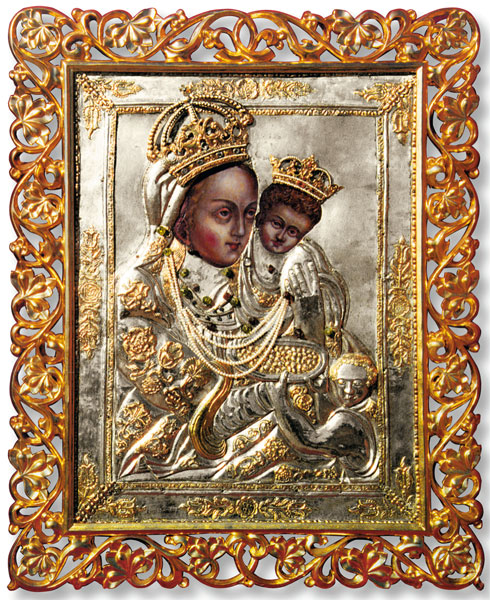
Obraz Matki Bożej Łohiszyńskiej

## Obraz Matki Bożej Łohiszyńskiej Królowej Polesia
W ołtarzu głównym znajduje się, ozdobiony bogatą metalową sukienką uważany za cudowny obraz Matki Bożej Łochiszyńskiej, zwanej Królową Polesia, z datą 1663.
Obraz ten był uważany za cudowny już w XVII w. W 1864 wraz z kościołem przejęty został przez prawosławnych i od tego czasu modlili się przed nim wierni obu wyznań. W dwudziestoleciu międzywojennym katolicy domagali się zwrotu obrazu, zasadność ich roszczeń potwierdził wyrokiem sąd cywilny. W 1938 r. został on poddany renowacji i powrócił do kościoła katolickiego, wprowadzony przez biskupa pińskiego Kazimierza Bukrabę.
10 maja 1997 obraz został koronowany przez kardynała Kazimierza Świątka koronami papieża Jana Pawła II.